# وست‌وود (لس آنجلس)
وست‌وود، لس آنجلس (به انگلیسی: Westwood, Los Angeles) یک محله در شهر لس آنجلس در ایالات متحده آمریکا است که در کالیفرنیا واقع شده‌است.
محله وست‌وود طبق سرشماری سال ۲۰۱۰ ایالات متحده ۵۶٬۷۳۵ نفر جمعیت دارد

## نگارخانه

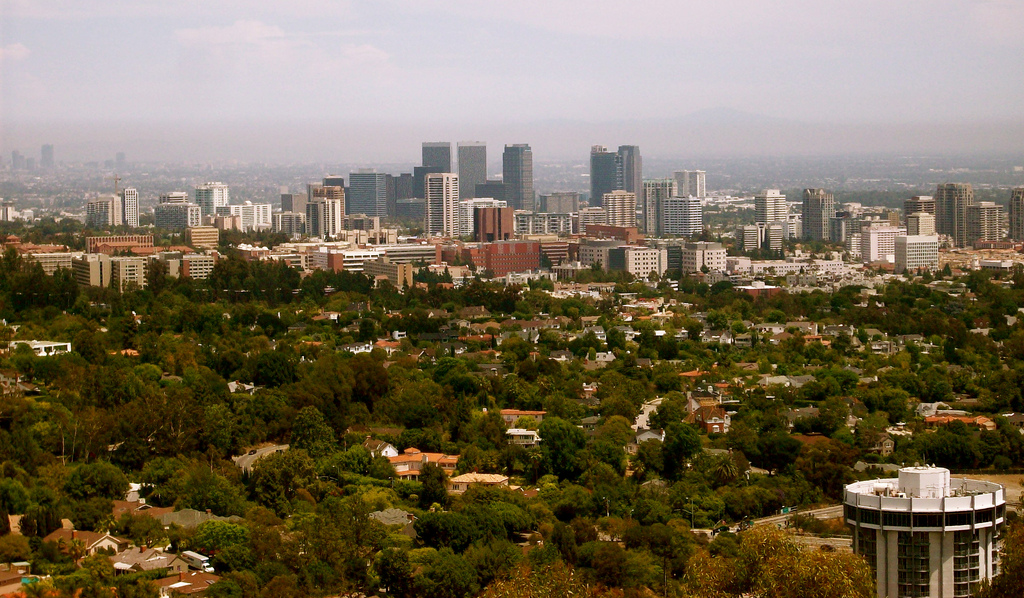
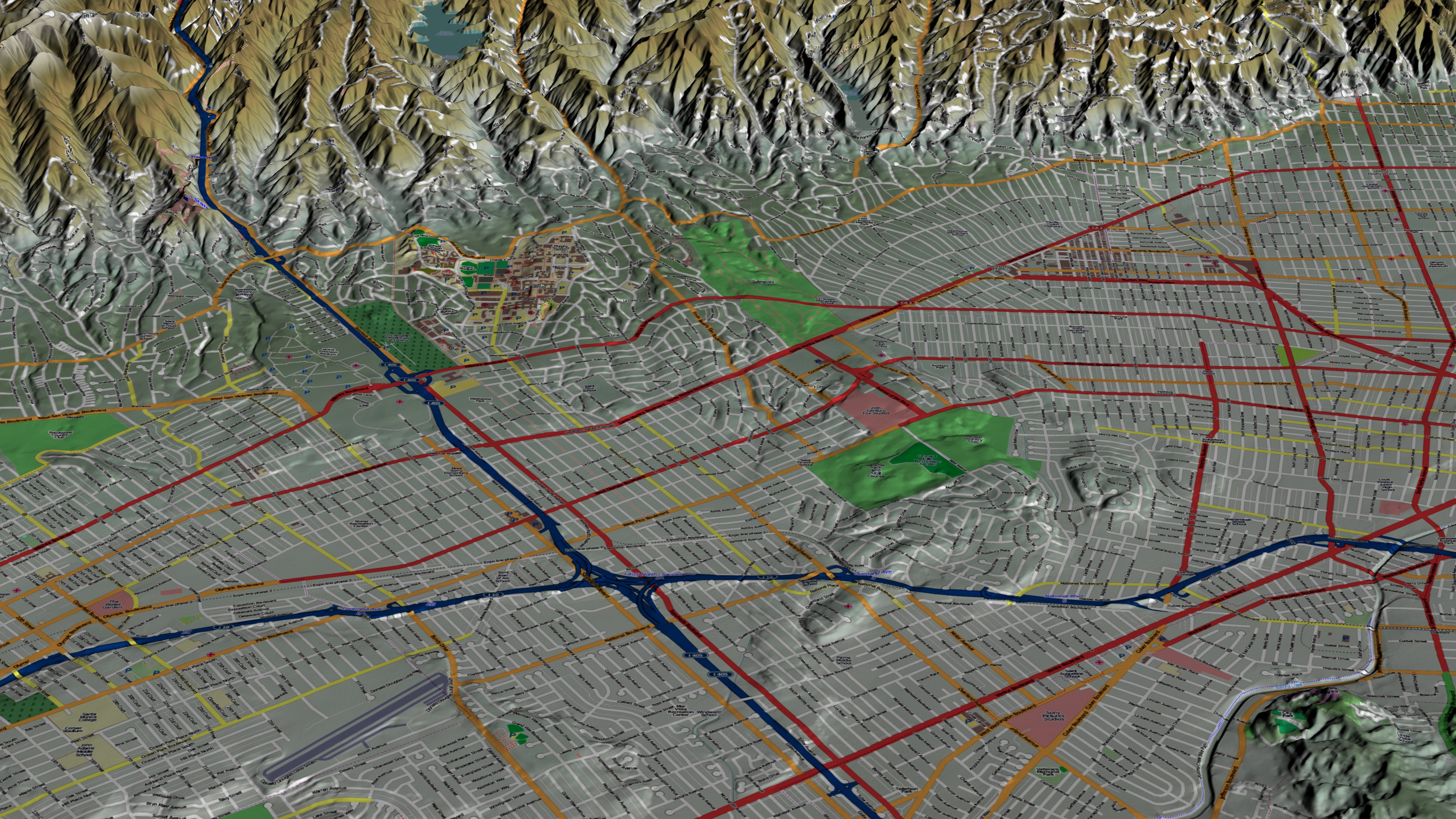
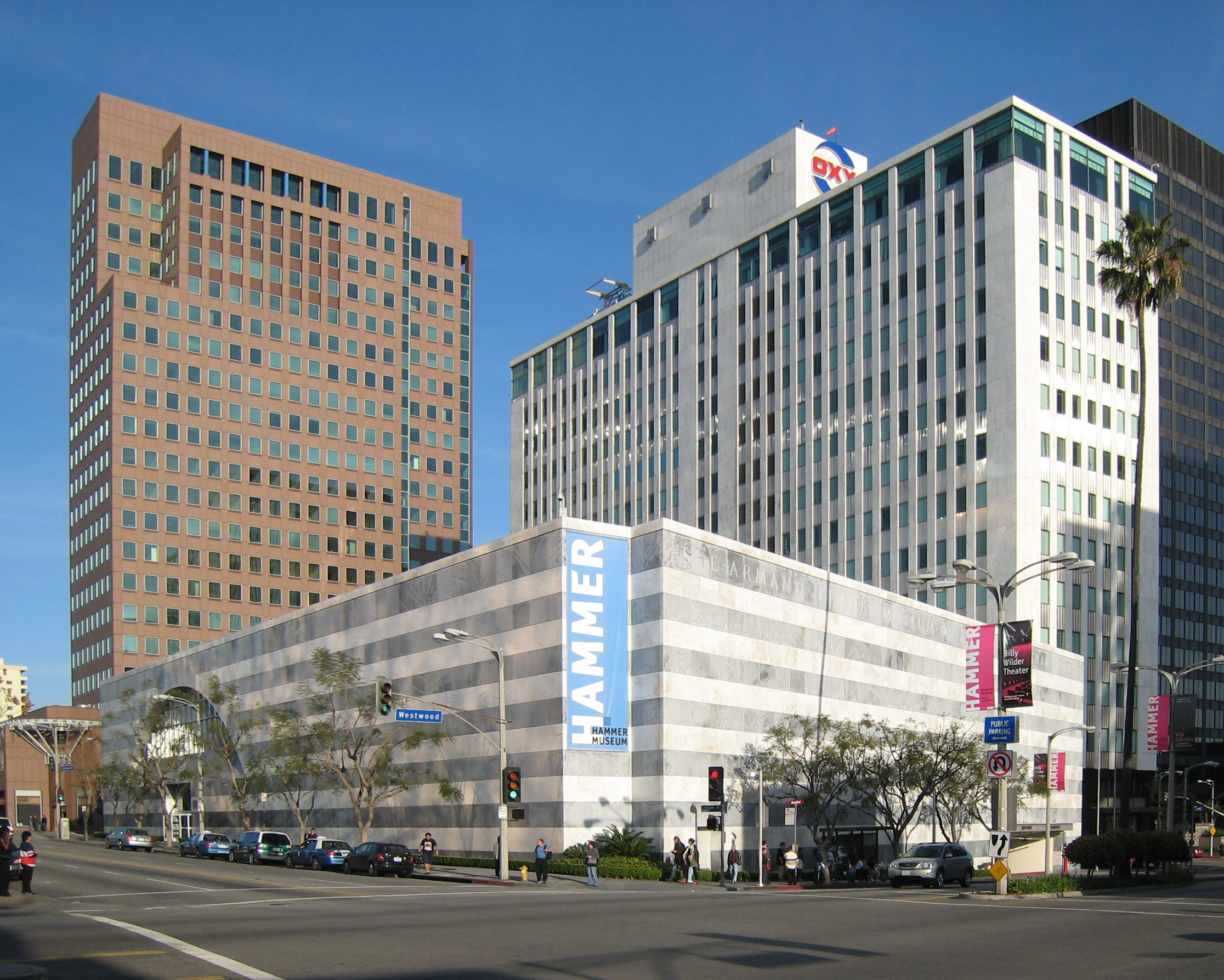
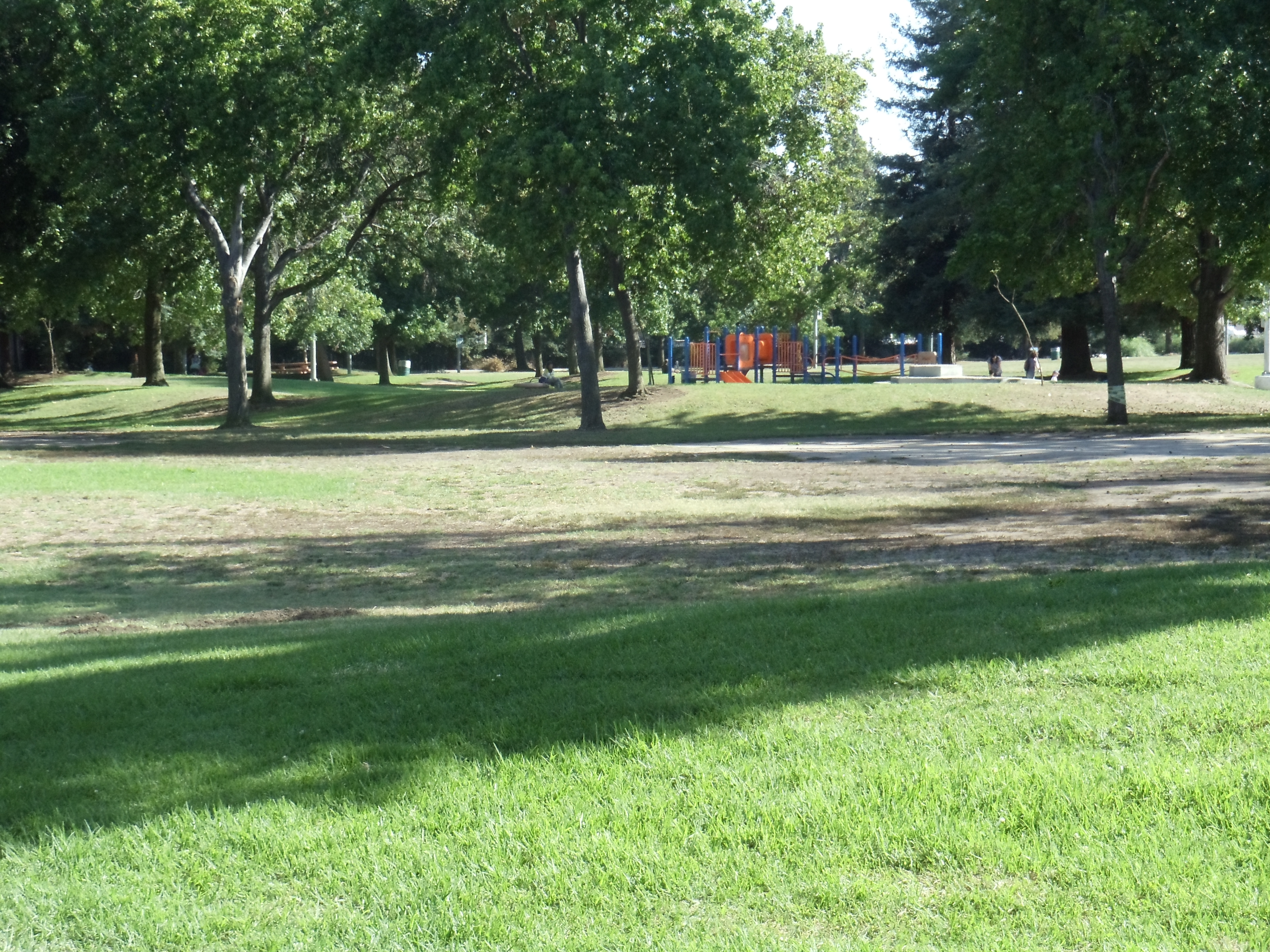